# Advanced Audio Coding
L'AAC (Advanced Audio Coding) és un format d'àudio digital comprimit amb pèrdua, amb aquest procés s'eliminen algunes de les dades d'àudio per poder obtenir el major grau de compressió possible, encara que es produeix un arxiu de sortida molt semblant a l'original.
Desenvolupat per l'Institut Fraunhofer conjuntament amb AT&T, Nokia, Sony i Dolby i dissenyat per reemplaçar al MP3. Per un mateix nombre d'impulsos per segon (bitrate) i una mateixa mida de fitxer MP3, el format AAC és més estable i té més qualitat, 
produint un so més cristal·lí.
El format AAC correspon a l'estàndard internacional "ISO/IEC 13818-7" com una extensió de MPEG-2: un estàndard creat per MPEG (Moving Pictures Expert Group).
Degut al seu excepcional rendiment i la qualitat, la codificació d'àudio avançada (AAC) es troba en el nucli del MPEG-4, 3GPP i 3GPP2 d'especificacions i és el còdec d'àudio d'elecció per Internet, sense fils i de radiofusió digital Arenes.
Aquest format AAC ha sigut escollit per Apple com a format principal per als iPods i pel seu software iTunes. També és utilitzat en altres aplicacions com Ahead Nero, Winamp, etc.

## Característiques
L'AAC utilitza una variable de la freqüència de bits (I/BR), un mètode de codificació que adapta el nombre de bits utilitzats per segon per a codificar dades d'àudio, en funció de la complexitat de la transmissió d'àudio en un moment determinat.
AAC és un algorisme de codificació de banda ampla d'àudio que té un rendiment superior al del MP3, que produeix una major qualitat en arxius petits i requereix menys recursos del sistema per codificar i descodificar.
Aquest còdec està orientat a utilitats de banda ampla i és basada en l'eliminació de redundàncies del senyal acústic, així com en compressió mitjançant la transformada del cosinus discreta modificada (MDCT), molt semblant com en el MP3.
No compatible amb MPEG-1.
Freqüència de mostreig: 96 KHz, 88.2 KHz, 48 KHz, 44.1 KHz, 24 KHz, 22.05 KHz, 16 KHz.
Màxima qualitat entre 320 y 384 kbps (5 canals)
Tres opcions:
- Màxima qualitat (resolució a 23.43 Hz i 2.6 ms)
- No predicció
- Freqüències de mostreig escalables

## Diagrama de blocs d'un MPEG-2 AAC codificador
Anomenem les parts del diagrama de blocs:
- Control de guany
- Model perceptiu del sistema de codificació perceptiu.
- Bancs de filtres: Basat en MDCT. S'utilitza per descompondre el senyal en components espectrals (temps / freqüència)
- TNS (Temporal noise shape)
- Intensitat/Acoblament
- Predicció: predicció lineal per senyals estacionaris. Aconsegueix una millor eficiència de codificació
- M/S coding
- Escala de factors
- Quantificació:Les components espectrals estan quantificades amb l'objectiu de mantindré el soroll.
- Control de flux/distorsió
- Codificació sense soroll
- Multiplexor trama de bits.

## Avantatges d'AAC amb respecte a MP3
L'AAC permet sons polifònics amb un màxim de 48 canals independents, de manera que es converteix en un còdec apropiat per so evolvent (Surround) avançat, encara que en MP3 només tenim dos canals (estèreo).
Per una altra part també ofereix freqüències de mostreig que varien de 8 Hz a 96 KHZ., MP3 només suporta de 16 Hz fins als 48 kHz i ens proporciona una millor resolució d'àudio.
Una altra característica important és que obtenim una qualitat superior al format MP3 ocupant menys quantitat d'espai, ens permet una reducció de mida important sense pèrdua de qualitat.
Els arxius AAC, que tenen l'extensió .mp4 (per MPEG-4), .m4a (per MPEG-4 Àudio) o .m4p (per MPEG-4 protegit), són, al final, més petits que els arxius MP3.
També tenim una millora de l'eficiència de descodificació, que requereix menys potència de processament per descodificar.
Podem trobar més informació en la següent entrevista a Vilaweb.